# Bacallà
El bacallà comú o bacallà de l'Atlàntic (Gadus morhua) és una espècie de peix teleosti de l'ordre dels gadiformes. Viu en mars fredes del nord. Generalment el bacallà és de talla menuda, encara que alguns exemplars poden assolir cent kilograms de pes amb una mida de fins a quasi dos metres. S'alimenta d'altres peixos més petits, com l'areng (Clupea harengus) o la sardina (Sardina pilchardus). Es coneix també com juliana, merluça (en rossellonès i català antic) o abadejo (en Valencià).

## Nutrició
Nutricionalment, el bacallà és apreciat per la seua carn i per l'oli del seu fetge. El bacallà en principi hauria de ser un peix blanc, però com als Països Catalans se sol menjar assecat, cosa que fa que perdi aigua (encara que en rehidratar-lo, per a treure'n l'excés de sal, en recuperi) i augmenti la quantitat relativa del seu greix, nutricionalment se sol considerar dins dels peixos blaus.

## Gastronomia

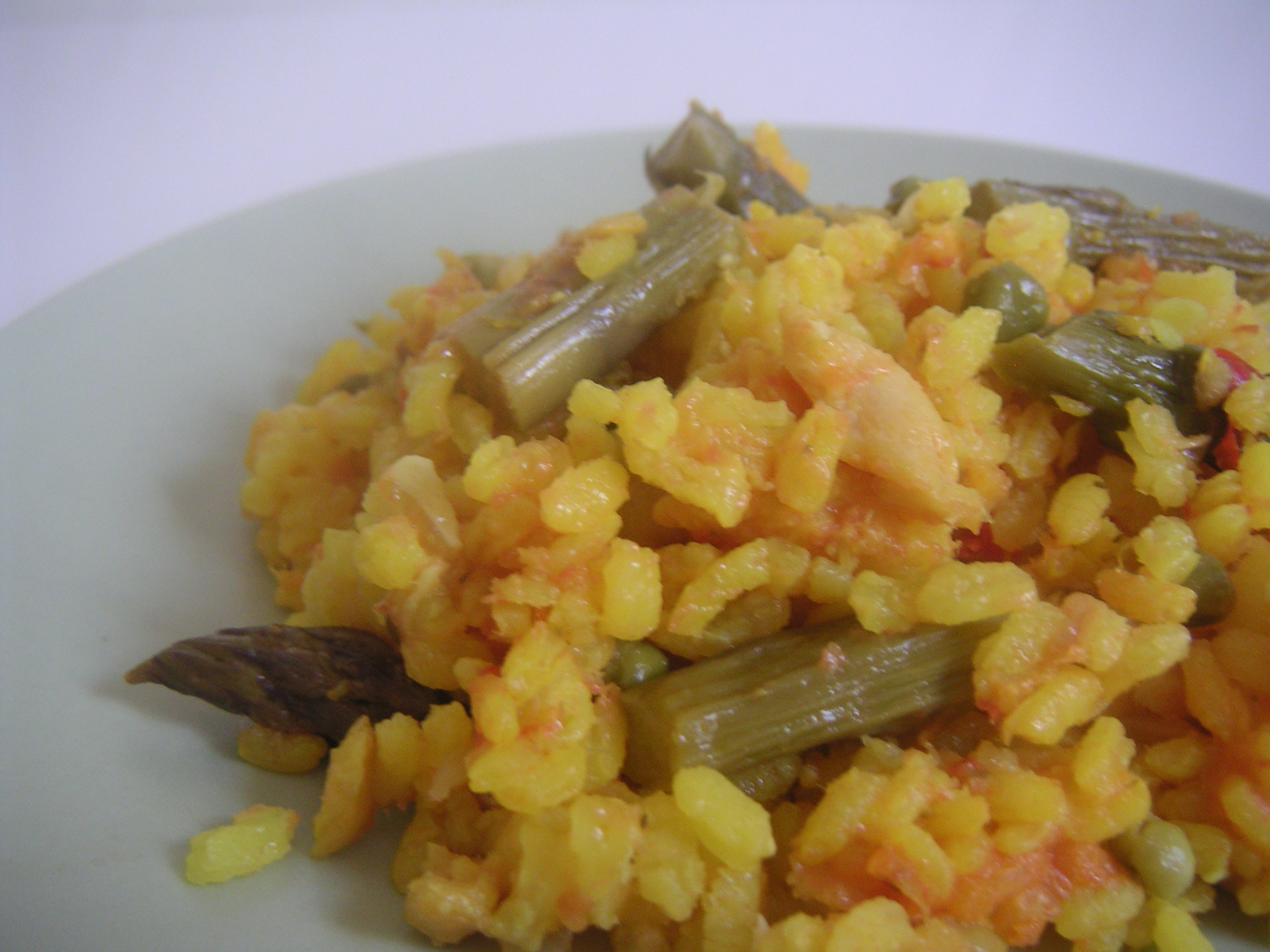
Arròs amb bacallà i espàrrecs

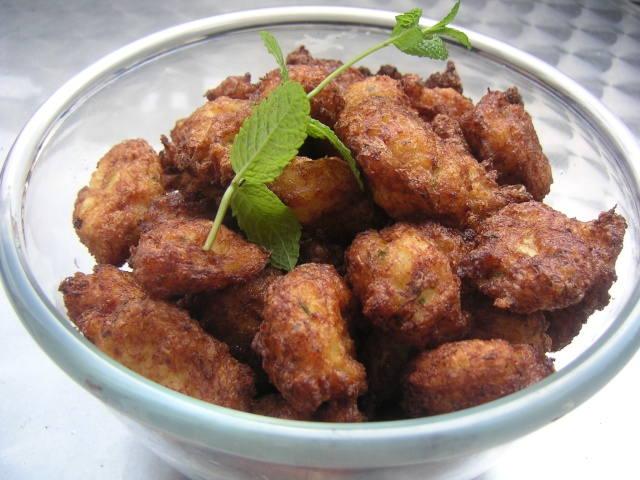
Bunyols de bacallà

Als Països Catalans, el bacallà, que no es pesca a la mediterrània, va arribar a través dels Pirineus del País Basc i Portugal. No se sap a quina època amb exactitud però ja és present a escrits catalans del segle xvi. A la península Ibèrica i a Occitània, el bacallà salat deixat assecar va suposar una manera de conservar-lo i, per tant, de poder menjar peix a l'interior i, en el seu moment, d'abaratir-ne el cost i popularitzar-lo. En aquestes cuines se sol dir que hi ha un plat diferent a base de bacallà per a cada dia de l'any. Un dels motius és que va esdevenir un ingredient principal a la quaresma (anomenada també dies de peix), època a la qual el catolicisme prohibia menjar carn, i es va adaptar un gran nombre de plats de carn a aquest peix, a banda dels que es van crear amb ell i productes de temporada (primavera), com típicament les carxofes. En aquestes cultures el bacallà és de lluny el peix atlàntic més preuat, front a cultures gastronòmiques de la mar del nord i escandinaves, que prefereixen el salmó.
Als països del nord d'Europa es pot menjar amb crema de llet o mantega (amb crema, conventual), cosa raríssima i no gaire ben considerada a la península Ibèrica i a la mediterrània. A Barcelona és molt típic el bacallà a la llauna, el bacallà amb mel i el bacallà amb allioli, que pot estar gratinat o no. També va molt bé amb les salses del tipus romesco i salvitxada. Els binomis bacallà i oli d'oliva, i bacallà amb all, són molt habituals a les cuines tradicionals de tota la península Ibèrica i al quadrant nord-oest de la mediterrània, on existeix la brandada de bacallà (Catalunya, Aragó i Llenguadoc), merluça amb alhòli (Provença), el bacallà ab burrida (Balears), a la branda coglioni (Sicília i Nàpols), atascaburras (Aragó, Castella - La Mancha), al pil-pil (País Basc), etc. En aquests llocs el bacallà se sol menjar fregit en oli d'oliva o, més rarament, al forn, i se'n fan bunyols de bacallà, croquetes de bacallà, coca de bacallà, amb cargols, etc. Es pot consumir cru, esqueixat, per exemple a l'esqueixada o al xató, o bé tallat en làmines fines, com el carpaccio de bacallà o el sushi de bacallà. Es pot menjar amb espinacs, o amb hortalisses, com el bacallà amb samfaïna. Es menja també en tota mena de guisats i potatges dits "de quaresma", amb patates o llegums, col o bledes o espinacs, safrà, sofregit i picada. Als Països Catalans és igualment molt típic a plats tradicionals de pasta (fideus guisats amb bacallà) i d'arrosos amb verdures, sovint col-i-flor o faves al País Valencià, o carxofes a Catalunya, tot i que en poden ser d'altres.

## Socioeconomia

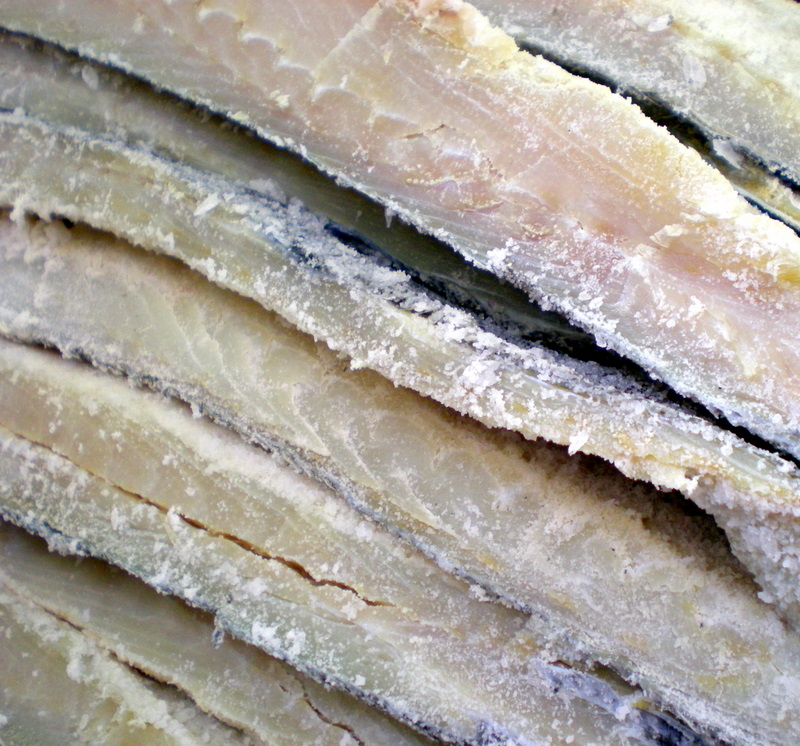
Bacallà assecat

El bacallà també és objecte de pesca abusiva a l'Atlàntic nord, on, des del segle xvi, pesquen els vaixells europeus, especialment a Terranova i el Gran Sol. La importància econòmica, social i cultural d'aquesta pesca es posa de manifest pels nombrosos enfrontaments entre les potències pesqueres pel control dels caladors, què és l'origen de l'actual sistema del dret internacional marítim, del desenvolupament d'assentaments humans d'enorme importància, i de moltes obres literàries.
El bacallà pot consumir-se fresc o sec. El bacallà sec va permetre durant segles a nombroses poblacions continentals europees disposar de reserves proteíniques. De fet, molts dels viatges dels navegants ibèrics no haurien estat possibles sense comptar amb aquest producte. Un altre peix, l'eglefí, ha estat delmat per les xarxes d'arrossegament dels grans vaixells factoria.